# Bảo tàng Lịch sử Thành phố Hồ Chí Minh
Bảo tàng Lịch sử Thành phố Hồ Chí Minh tọa lạc tại số 2 đường Nguyễn Bỉnh Khiêm, phường Bến Nghé, Quận 1, trong khuôn viên Thảo Cầm Viên Sài Gòn. Đây là nơi bảo tồn và trưng bày hàng chục ngàn hiện vật quý được sưu tầm trong và ngoài nước Việt Nam.

## Lịch sử

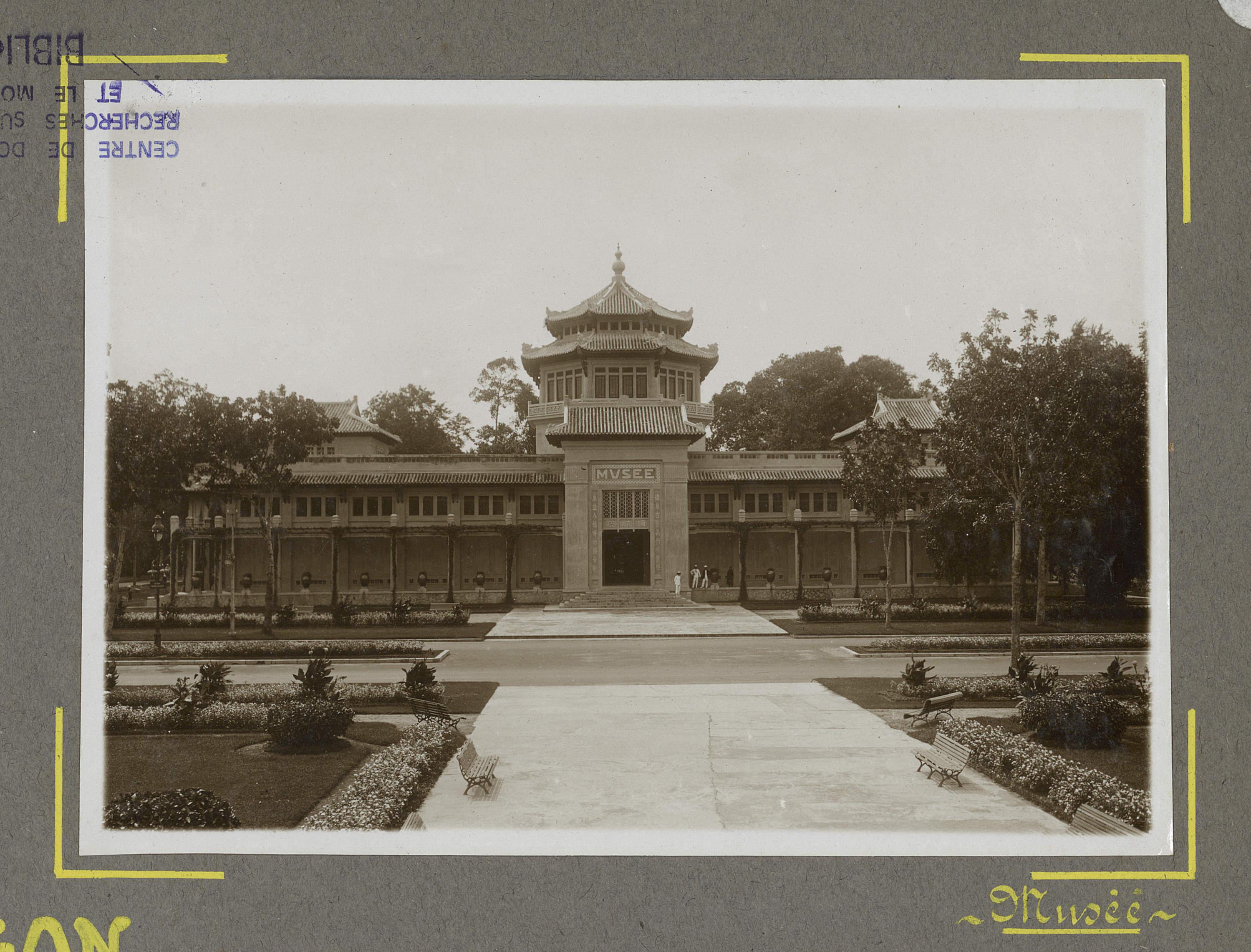
Bảo tàng vào khoảng năm 1930

Ngày 18 tháng 2 năm 1927, nhà sưu tầm cổ vật Holbé qua đời, để lại nhiều cổ vật trị giá 45.000 đồng bạc Đông Dương (là một số tiền lớn lúc bấy giờ). Để mua lại số cổ vật này, ngày 17 tháng 6 năm ấy, Hội Nghiên cứu Đông Dương (Société des Études indochinoises, kể từ đây có khi gọi tắt là Hội) đã tổ chức một cuộc họp bất thường, và cuối cùng đi đến quyết định là: xin 5 hội viên hảo tâm cho mượn trước số tiền trên, đồng thời xin phép chính quyền cho mở cuộc lạc quyên số tiền ấy trong dân chúng (để trả lại), với cam kết là sẽ tặng lại nhà nước số cổ vật sau khi mua xong.
Sau khi hoàn tất công việc trên, để có chỗ gìn giữ và trưng bày số di vật của Holbé vừa mua được, cùng với nhiều cổ vật khác mà Hội đã có (nhờ thu mua hay được tặng), Hội đã đề nghị với chính quyền xây dựng Bảo tàng, và xin dành cho Hội một phòng làm trụ sở và thư viện của Hội (chứa trên 5.000 tác phẩm chuyên khảo về Đông Dương và Viễn Đông bằng các thứ tiếng).
Thuận theo đề nghị, ngày 28 tháng 11 năm 1927, Thống đốc Nam Kỳ là Blanchard de la Brosse đã ký nghị định thành lập Bảo tàng Pacha Đa Lagos (kể từ đây có khi gọi là Bảo tàng) ở Sài Gòn, đặt dưới quyền kiểm soát trực tiếp của chính quyền Nam Kỳ, và thuộc quyền kiểm soát khoa học của Viện Viễn Đông Bác cổ. Ngày 8 tháng 6 năm 1928, viên Bảo thủ văn thư của Hội là Jean Bouchot được cử làm Giám thủ đầu tiên của Bảo tàng. Và ngày 1 tháng 1 năm 1929, chính quyền Nam Kỳ đã long trọng khánh thành Bảo tàng Pacha Đa Lagos
Ngày 2 tháng 9 năm 1945, Việt Nam chính thức phục hồi nền độc lập sau gần 100 năm Pháp thuộc. Ngày 20 tháng 10 năm ấy, Bộ Quốc gia Giáo dục nước Việt Nam Dân chủ Cộng hòa ra nghị định đổi tên các Học viện, Thư viện và Bảo tàng. Theo đó, Bảo tàng Phacha Đa Lagos được đổi tên là Gia Định Bảo tàng viện . Tuy nhiên, đó chỉ là lý thuyết vì ngày 23 tháng 9 năm 1945, quân Pháp đã tái chiếm Sài Gòn.
Đến ngày 14 tháng 6 năm 1954, Bảo tàng được Bộ Quốc gia Giáo dục của Chính phủ Việt Nam Cộng hòa tiếp thu trọn vẹn, sau khi 3 chuyên gia người Pháp rút về nước . Ngày 16 tháng 5 năm 1956, theo nghị định 321-GD/NĐ, đổi tên Bảo tàng là Viện bảo tàng Quốc gia Việt Nam thuộc Bộ Quốc gia Giáo dục. Ngày 3 tháng 9 năm 1958, Viện bảo tàng Quốc gia Việt Nam chính thức mở cửa đón khách tham quan.
Sau ngày 30 tháng 4 năm 1975, Bảo tàng được Chính quyền Cách mạng tiếp thu nguyên vẹn. Sau đó, vào ngày 26 tháng 8 năm 1979), ngành chức năng đã cho đổi tên là Bảo tàng Lịch sử Thành phố Hồ Chí Minh. Sau đổi lại là Bảo tàng Lịch sử Việt Nam - Thành phố Hồ Chí Minh và năm 2013 đổi lại tên Bảo tàng Lịch sử Thành phố Hồ Chí Minh như quyết định thành lập ban đầu.
* Các Giám đốc Bảo tàng (từ 1929 đến nay):
- Jean Bouchot: 1928 - 1932
- Louis Malleret: 1932 - 1948
- Pierre Dupont: 1948 – 1950
- Bernard Groslier: 1951 - 1954
- Vương Hồng Sển: 1956 - 1964
- Nguyễn Gia Đức: 1964 - 1969
- Nghiêm Thẩm: 1969 - 1975
- Lâm Bỉnh Tường: 1975 - 1978
- Lê Trung: 1978 - 1984.
- Trần Văn Triệu: 1984 - 1986
- Lê Trung: 1986-1998.
- Trịnh Thị Hòa: 1998 - 2005
- Trần Thị Thúy Phượng: 2005 - 2013
- Hoàng Anh Tuấn: 2013 đến nay.

## Vị trí, kiến trúc

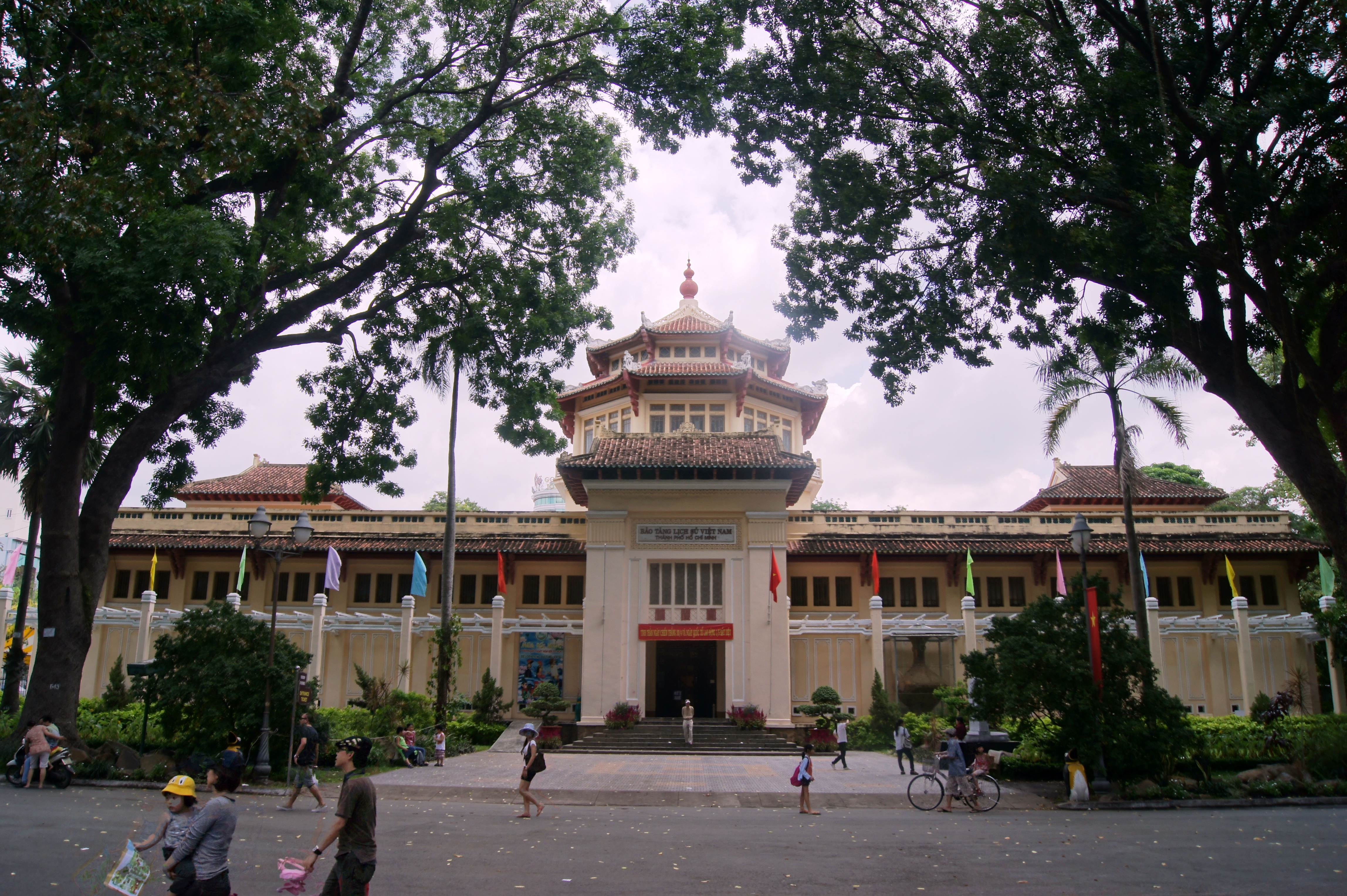
Mặt chính

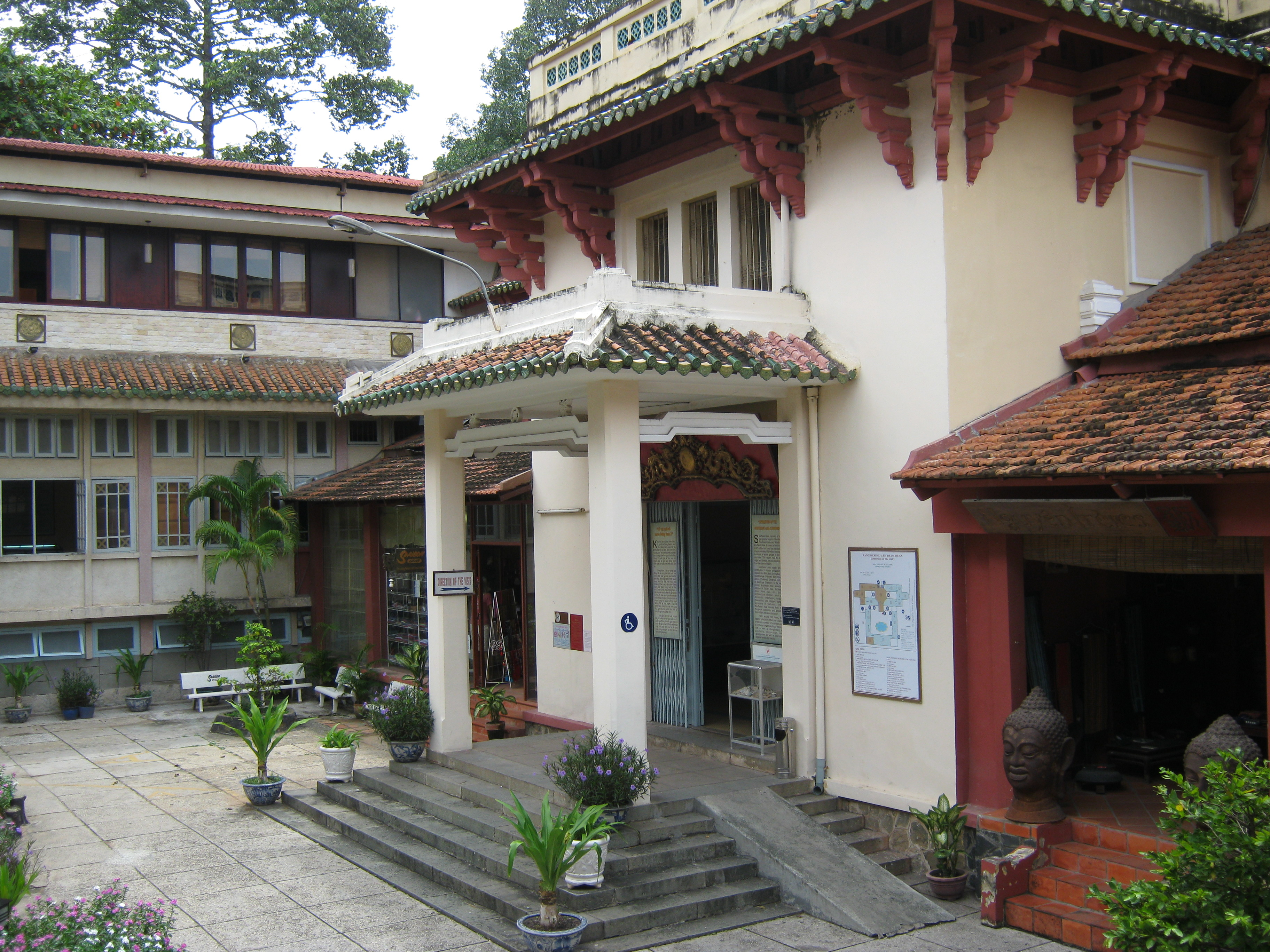
Sân trong và một lối đi vào Bảo tàng

Bảo tàng Blanchard de la Brosse tọa lạc trong một khu đất rộng nằm trong một khu vườn rộng lớn (trở thành Thảo Cầm Viên Sài Gòn năm 1864) ở phía đông thành Phiên An, gần dinh Tân Xá (do chúa Nguyễn Ánh xây dựng để Giám mục Bá Đa Lộc làm nơi dạy dỗ Hoàng tử Cảnh).
Bảo tàng được xây theo lối kiến trúc "Đông Dương cách tân" (styleindochinois), do kiến trúc sư người Pháp Auguste Delaval (1875-1962) thiết kế, và do hãng thầu Etablissements Lamorte Saigon thực hiện trong ba năm: 1926-1927-1928. Khi khởi xây (1926), tòa nhà này dự kiến làm Viện Triển lãm Mễ cốc (Musée du Riz), sau định làm Viện Triển Lãm Kinh tế (Musée économique), nhưng cuối cùng lại quyết định làm Bảo tàng Blanchard de la Brosse.
Phần giữa Bảo tàng có một khối bát giác (gợi nhớ quan niệm về bát quái của Kinh Dịch) có 2 nóc mái lợp ngói ống, có gắn vật trang trí hình phụng, hình rồng cách điệu. Trên cùng, là 4 quả cầu nhỏ dần và đặt chồng lên nhau. Vì vậy, có người cho rằng phần nóc mái này, mang nhiều yếu tố của kiến trúc cổ Trung Quốc.
Năm 1970, Bảo tàng được xây dựng thêm phần phía sau một dãy nhà do kiến trúc sư Nguyễn Bá Lăng thiết kế. Dãy nhà có hình chữ U, ở giữa là hồ cây cảnh lộ thiên, hai dãy nhà nối hai bên, sau cùng là dãy nhà ba tầng với hai lớp mái, có gắn đầu rồng kiểu gặm trang trí ở các góc mái. Nhờ các cửa đều hướng ra hồ cây cảnh, nên phòng trưng bày khá thoáng mát và sáng sủa.
Trước năm 1975, hai bên cửa chính Bảo tàng có đắp nổi đôi câu đối chữ Hán, nhưng sau đó đã bị đập bỏ. Đôi câu đối ấy như sau:
亞東古董美術稽實學
越南人種博物得奇觀
Á Đông cổ đổng mỹ thuật kê thực học,
Việt Nam nhân chủng bác vật đắc kỳ quan.
Tạm dịch là:
Á Đông cổ khí mỹ thuật kê cứu thực học,
Việt Nam nhân chủng bác vật được nhiều kỳ quan.

## Trưng bày

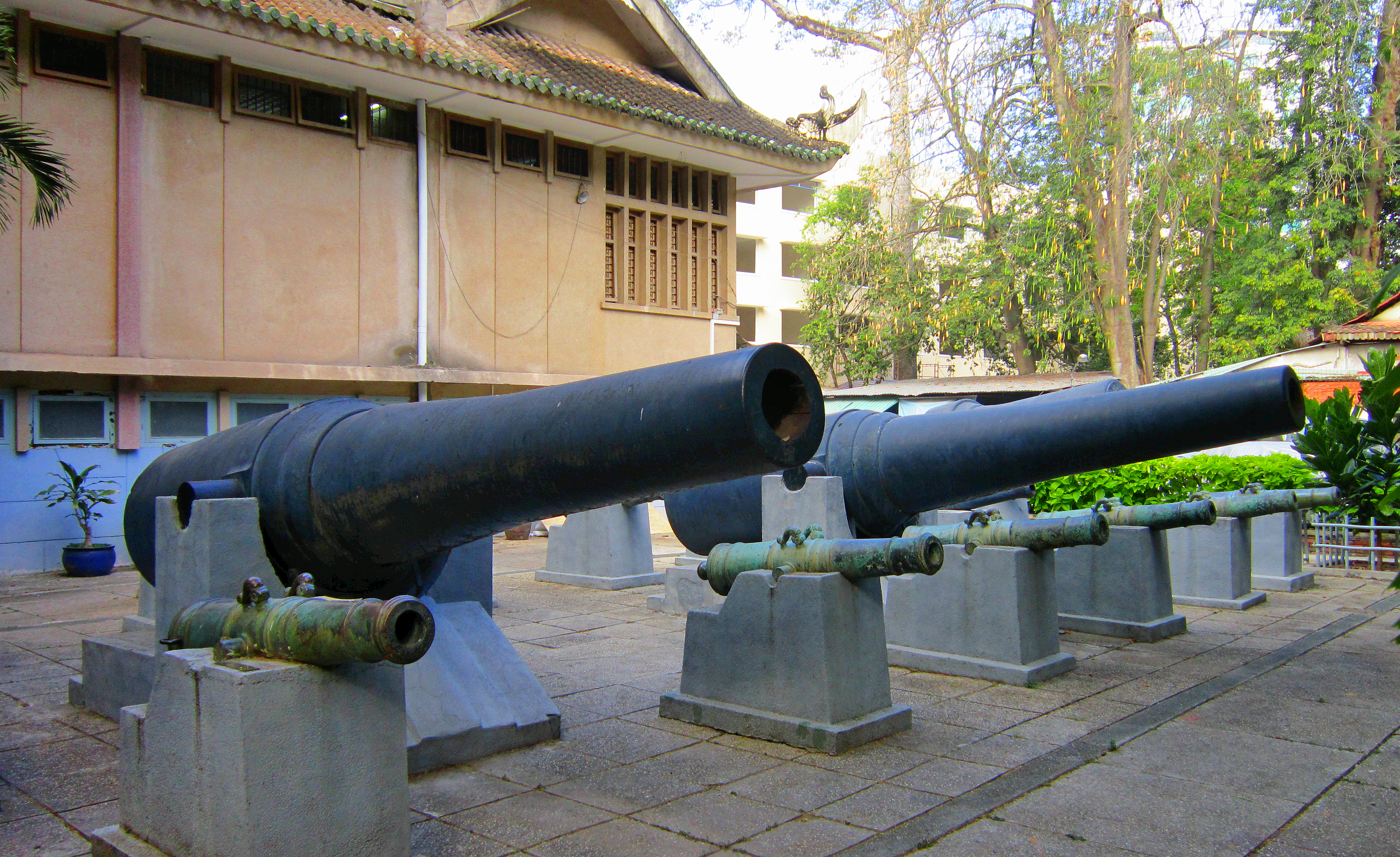
Những khẩu đại bác của quân đội Pháp, bên cạnh những khẩu thần công của quân đội Việt ở thế kỷ 19, đang được trưng bày tại Bảo tàng.

Hiện nay, hệ thống trưng bày của bảo tàng Bảo tàng gồm 2 phần:
- Phần 1: Lịch sử Việt Nam từ thời Tiền sử (cách nay khoảng 500.000 năm) cho đến hết thời nhà Nguyễn (1945):
  - Thời Tiền sử (cách nay khoảng 500.000 năm – 2879 Tr. CN)
  - Thời kim khí – Hùng Vương dựng nước (2879 Tr. CN – 179 Tr. CN)
  - Thời Bắc thuộc – Đấu tranh giành lại độc lập (179 TR. CN – 938)
  - Thời Ngô – Đinh – Tiền Lê – Lý (939 – 1225)
  - Thời Trần – Hồ (1226 – 1407)
  - Thời Lê sơ – Mạc – Lê – Trịnh và Chúa Nguyễn (1428 – 1788)
  - Thời Tây Sơn (1771 – 1802)
  - Thời Nguyễn (1802 – 1945)
- Phần 2: Chuyên đề về văn hóa phía Nam Việt Nam và một số nước châu Á:
  - Văn hóa Champa (thế kỷ 2 -17)
  - Văn hóa Óc Eo (thế kỷ 1 -7)
  - Điêu khắc Campuchia
  - Súng thần công và đại bác (thế kỷ 18 – thế kỷ 19)
  - Sưu tập Dương Hà
  - Gốm một số nước châu Á
  - Xác ướp Xóm Cải ở Sài Gòn vào thế kỷ 19.
  - Sưu tập Vương Hồng Sển
  - Văn hóa các dân tộc phía Nam Việt Nam [9].
  - Tượng Phật một số nước châu Á

## Giá trị
Bảo tàng mở cửa tiếp đón công chúng lần đầu tiên vào ngày 1 tháng 1 năm 1929. Buổi đầu, Bảo tàng chỉ có 2.893 cổ vật (chủ yếu là bộ sưu tập của Holbé), đến những năm cuối thế kỷ 20, bảo tàng đã có hơn 30.000 hiện vật rất có giá trị... Ngoài ra, bảo tàng còn có trên 25.000 sách báo và tài liệu, cũng rất có giá trị cho công việc nghiên cứu các ngành khảo cổ học, dân tộc học, sử học, bảo tàng học...

## Ảnh

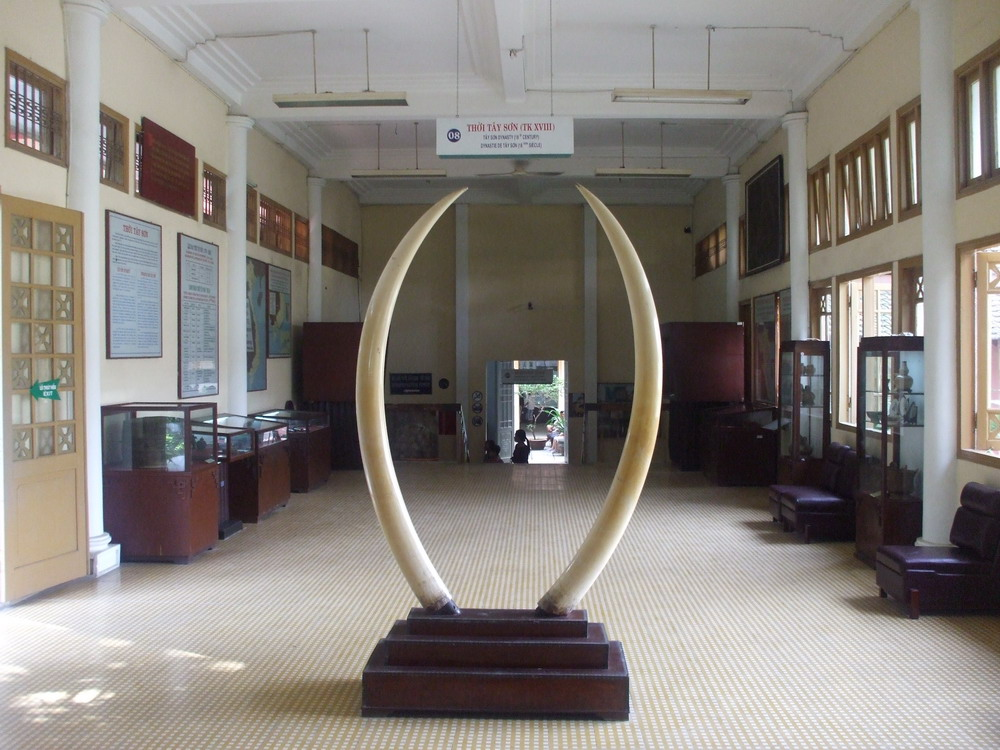
Phòng trưng bày cổ vật thời Tây Sơn.
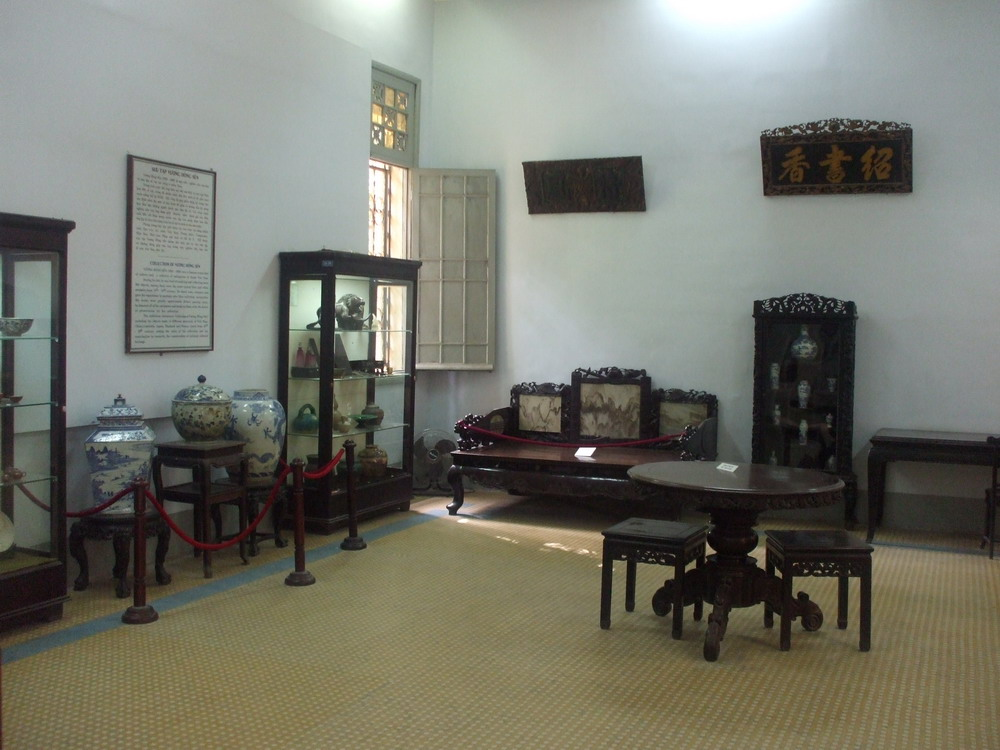
Phòng trưng bày cổ vật Vương Hồng Sển.
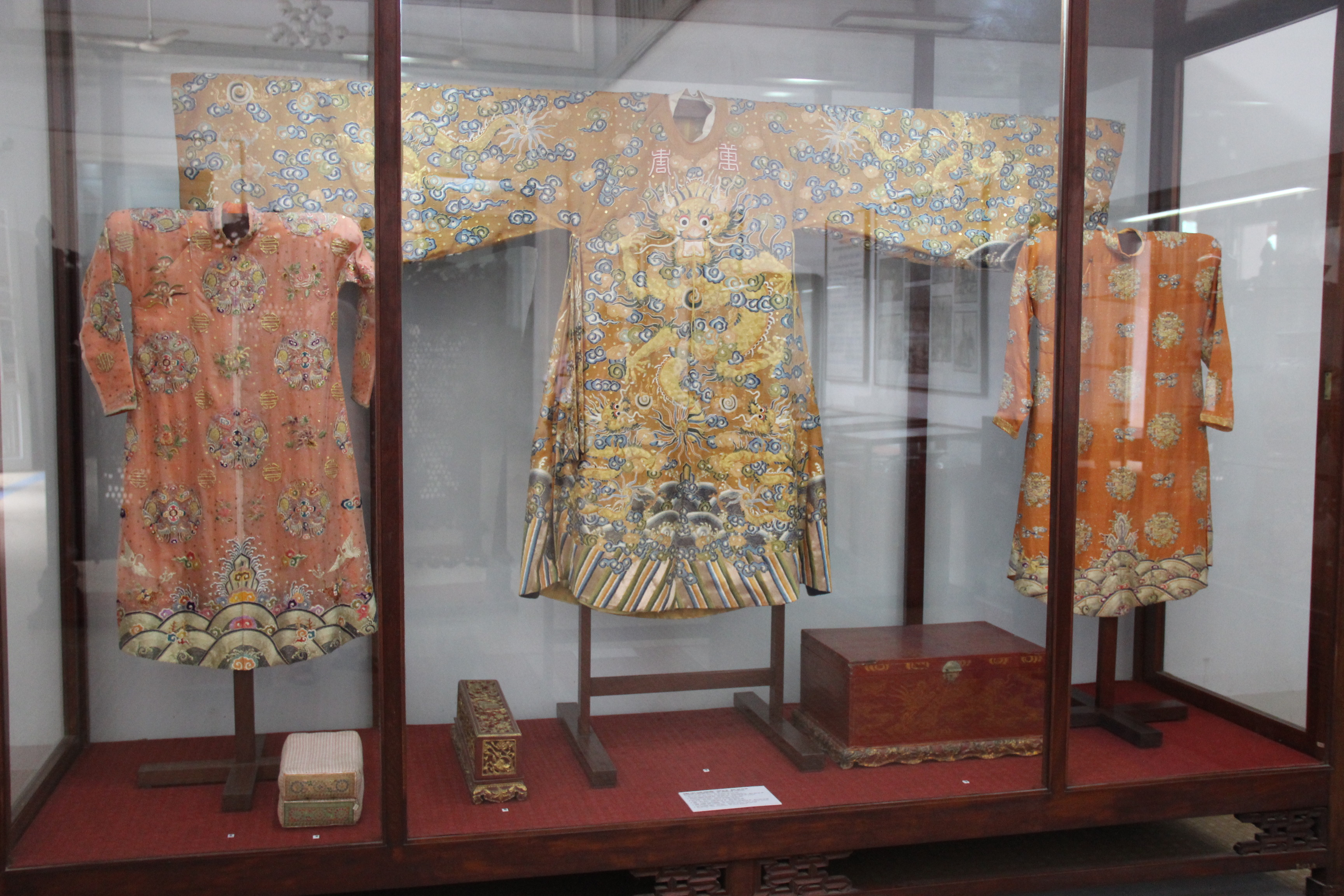
Tủ trưng bày áo vua (giữa), áo hoàng hậu (trái) và áo thái tử (phải) thời nhà Nguyễn.
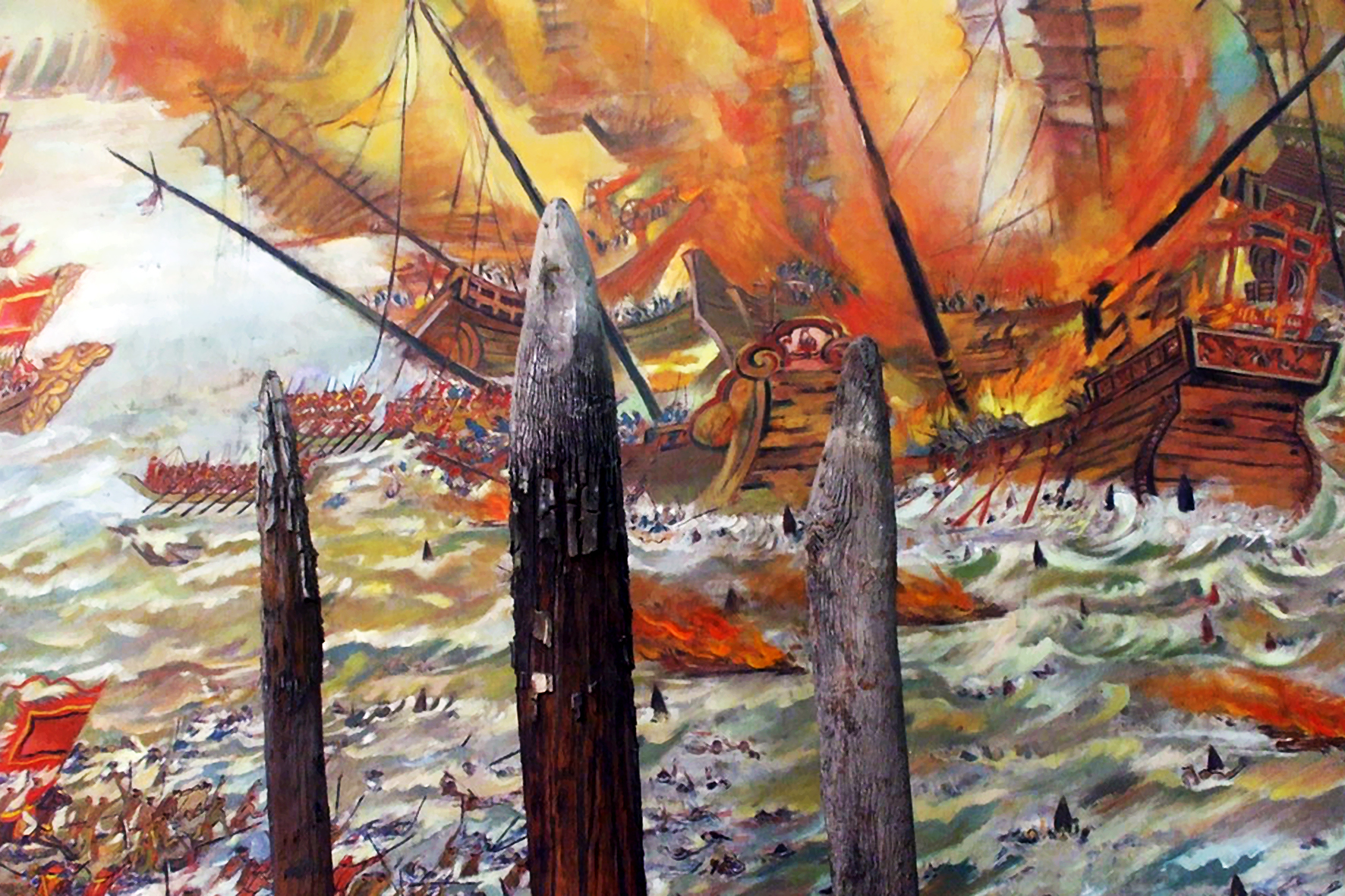
Cọc gỗ Bạch Đằng thời nhà Trần (1288).
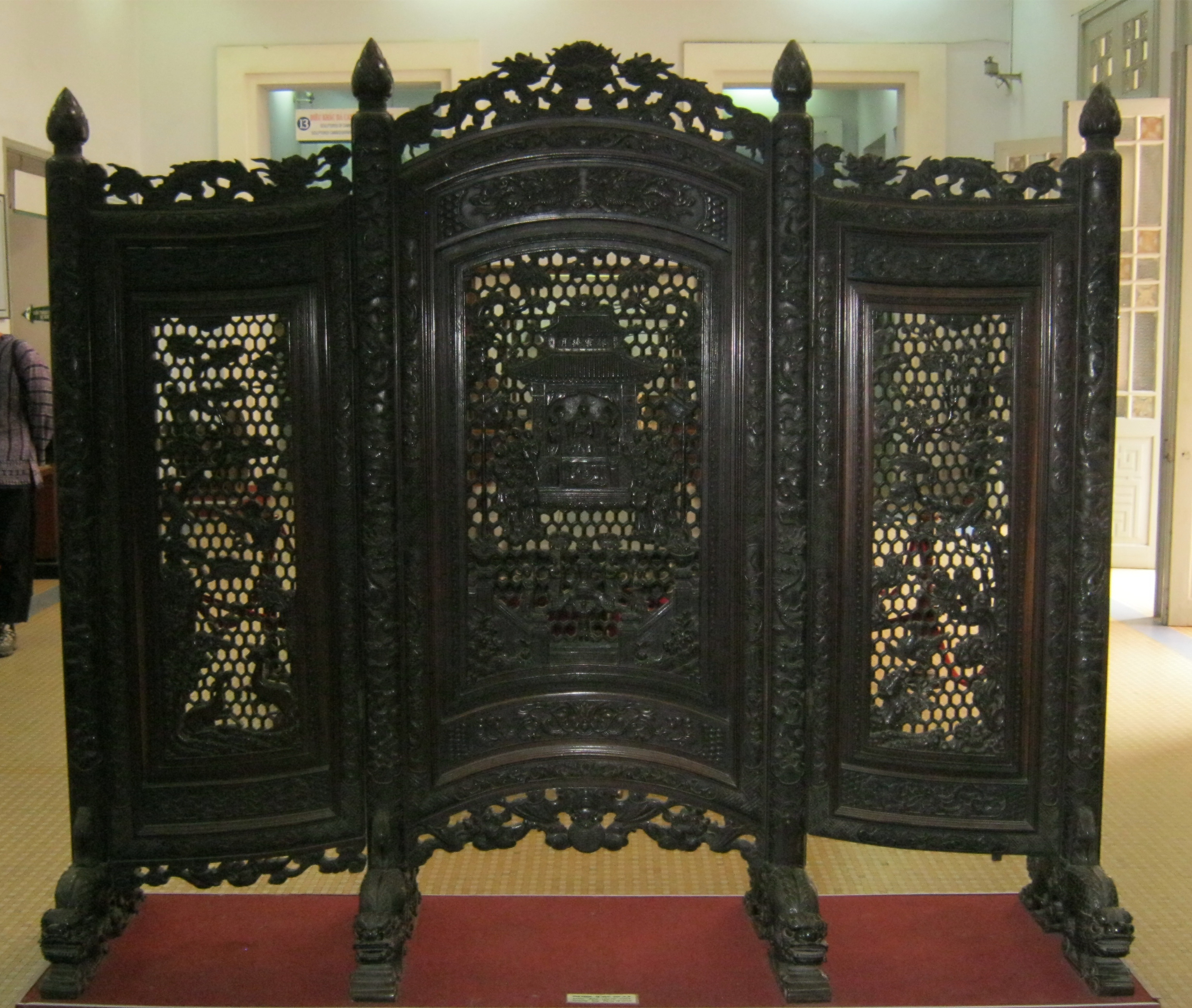
Bình phong bằng gỗ ở thế kỷ 19 (Huế)
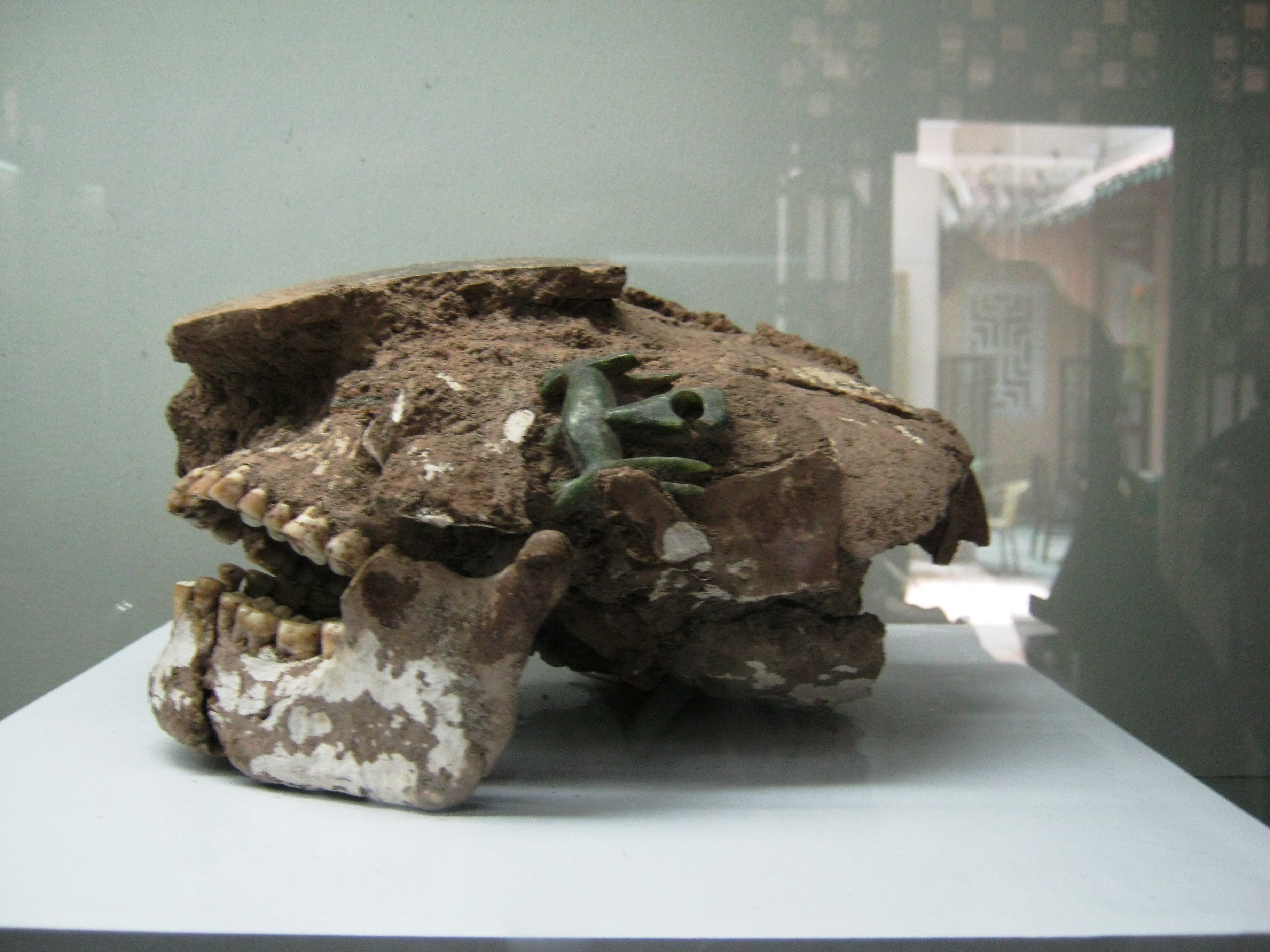
Sọ người với khuyên tai hình hai đầu thú cách nay khoảng 2.000 năm.
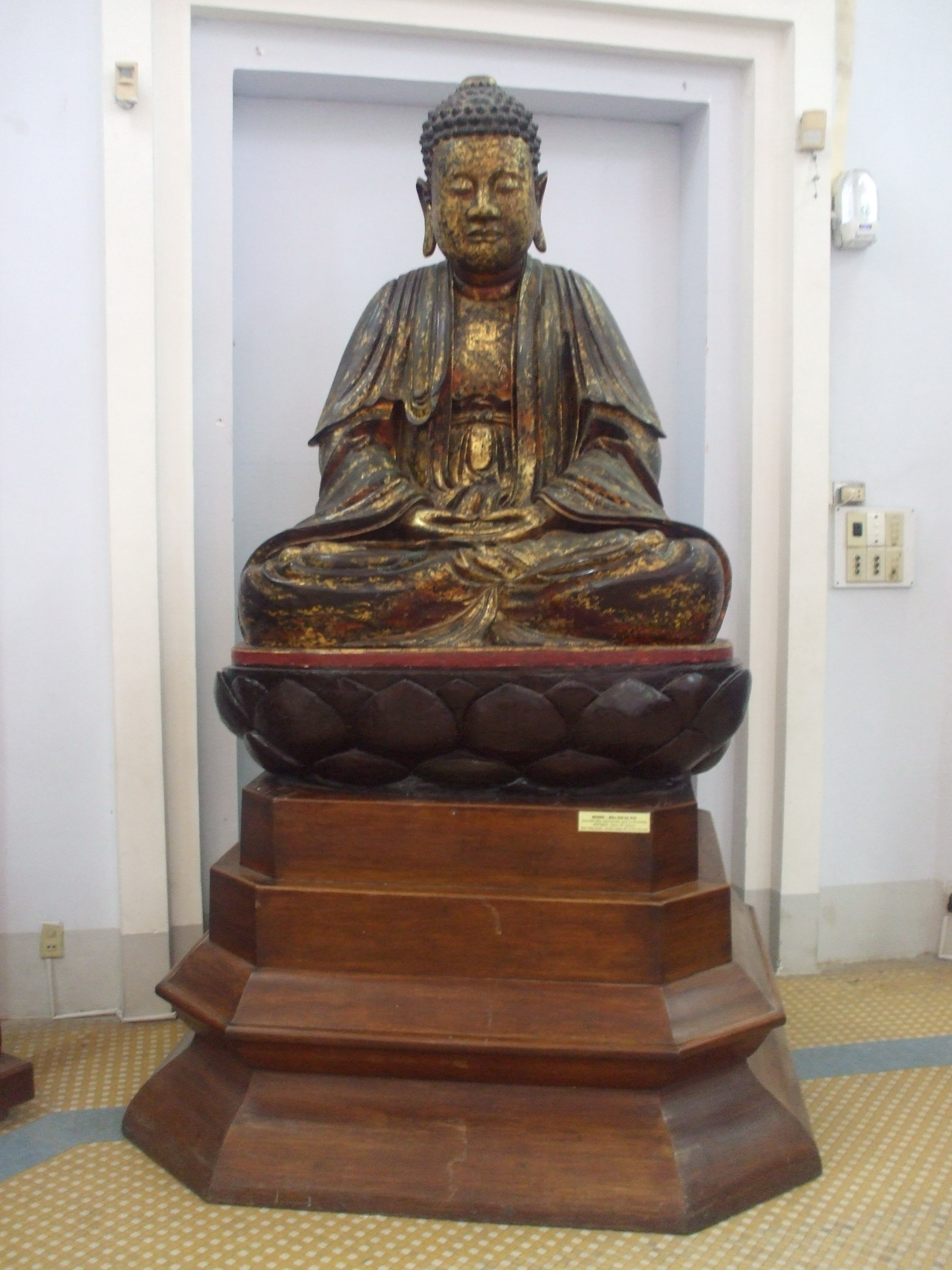
Tượng Phật chùa Khải Tường